# روبي ميدليبي
روبي ميدليبي (بالإنجليزية: Robbie Middleby)‏ (9 أغسطس 1975 بنيوكاسل في أستراليا - ) هو لاعب كرة قدم أسترالي في مركز الوسط. شارك مع منتخب أستراليا تحت 20 سنة لكرة القدم ومنتخب أستراليا لكرة القدم. أما مع النوادي، فقد لعب مع سيدني إف سي ونيوكاسل يونايتد جتس ووولونغونغ وNorthern Fury FC ‏ ونادي أوردينغن 05 وCarlton SC ‏ وAdamstown Rosebud FC ‏ وFootball Kingz FC ‏ وNew Zealand Knights FC ‏.

## روابط خارجية
- روبي ميدليبي على موقع قاعدة بيانات كرة القدم.إي يو (الإنجليزية)
- روبي ميدليبي على موقع ناشيونال فوتبول تيمز (الإنجليزية)
- روبي ميدليبي على موقع عالم كرة القدم.نت (الإنجليزية)